# Maxime Janvier
Maxime Janvier ( pronunciación en francés: /maksim ʒɑ̃vje/ ; Creil, Francia, 18 de octubre de 1996) es un tenista francés.
Su máximo ranking ATP individual es de 170, alcanzado el 30 de septiembre de 2019. Mientras que en dobles alcanzó el puesto 305 el 1 de julio de 2019. Janvier ha ganado un título individual ATP Challenger en el Tour de tenis de Marruecos 2016 - Casablanca II.
Jugó el Abierto de Francia de 2018 gracias a una tarjeta de invitación.

## Finales de Challenger y Futures

### Individuales: 13 (8–5)
| Leyenda (Individuales)    |
| ------------------------- |
| ATP Challenger Tour (1-2) |
| Futuros de la ITF (7–3)   |

| Títulos por superficie |
| ---------------------- |
| Dura (1–4)             |
| Arcilla (7–1)          |
| Hierba (0–0)           |
| Carpeta (0–0)          |

| Resultado | G–P | Fecha    | Torneo                 | Nivel      | Superficie | Rival                  | Resultado          |
| --------- | --- | -------- | ---------------------- | ---------- | ---------- | ---------------------- | ------------------ |
| Campeón   | 1–0 | Jul 2014 | Serbia F6, Valjevo     | Futures    | Arcilla    | Tomislav Jotovski      | 7–6(7–4), 7–6(8–6) |
| Finalista | 1–1 | Jun 2015 | Israel F7, Ramat Gan   | Futures    | Dura       | Amir Weintraub         | 1–6, 3–6           |
| Campeón   | 2–1 | Jun 2015 | Turquía F25, Estambul  | Futures    | Dura       | Temur Ismailov         | 6–2, 6–4           |
| Finalista | 2–2 | Jul 2015 | Turquía F26, Estambul  | Futures    | Dura       | Aleksandre Metreveli   | 3–6, 6–2, 2–6      |
| Campeón   | 3–2 | Jul 2015 | Serbia F5, Belgrade    | Futures    | Arcilla    | João Pedro Sorgi       | 6–1, 6–4           |
| Finalista | 3–3 | Ago 2015 | Finlandia F3, Helsinki | Futures    | Arcilla    | Lennert van der Linden | 6–7(2–7), 2–6      |
| Campeón   | 4–3 | Sep 2015 | Iran F7, Tehran        | Futures    | Arcilla    | Toni Androić           | 6–2, 6–4           |
| Campeón   | 5–3 | Sep 2015 | Iran F8, Tehran        | Futures    | Arcilla    | Matteo Marfia          | 6–1, 6–1           |
| Campeón   | 6–3 | May 2016 | Francia F9, Grasse     | Futures    | Arcilla    | Andreas Beck           | 4–6, 7–5, 7–6(8–6) |
| Campeón   | 7–3 | Ago 2016 | Polonia F5, Bydgoszcz  | Futures    | Arcilla    | Andriej Kapaś          | 6–3, 6–3           |
| Campeón   | 8–3 | Oct 2016 | Casablanca, Morocco    | Challenger | Arcilla    | Stefanos Tsitsipas     | 6–4, 6–0           |
| Finalista | 8–4 | Mar 2019 | Saint Brieuc, Francia  | Challenger | Dura (i)   | Kamil Majchrzak        | 3–6, 6–7(1–7)      |
| Finalista | 8–5 | Ene 2020 | Quimper, Francia       | Challenger | Dura (i)   | Cem İlkel              | 6-7(6-8), 5-7      |

### Dobles: 8 (5–3)
| Leyenda (Dobles)          |
| ------------------------- |
| ATP Challenger Tour (0-1) |
| Futuros de la ITF (5-2)   |

| Títulos por superficie |
| ---------------------- |
| Dura (1–0)             |
| Arcilla (4–3)          |
| Hierba (0–0)           |
| Alfombra (0–0)         |

| Resultado | G–P | Fecha    | Torneo                    | Nivel      | Superficie | Pareja               | Rivales                                 | Resultado             |
| --------- | --- | -------- | ------------------------- | ---------- | ---------- | -------------------- | --------------------------------------- | --------------------- |
| Campeón   | 1–0 | Jul 2014 | Bélgica F5, De Haan       | Futures    | Arcilla    | Florian Lakat        | Michael Geerts Jonas Merckx             | 7–5, 6–1              |
| Campeón   | 2–0 | Ene 2015 | Egipto F2, Cairo          | Futures    | Arcilla    | Kamil Majchrzak      | Na Jung-woong Yun Jae-won               | 6–2, 6–2              |
| Campeón   | 3–0 | May 2015 | Ucrania F2, Cherkasy      | Futures    | Arcilla    | Marat Deviatiarov    | Vladyslav Manafov Volodymyr Uzhylovskyi | 6–2, 6–2              |
| Finalista | 3–1 | Jul 2015 | Serbia F5, Belgrade       | Futures    | Arcilla    | Antoine Bellier      | Nebojša Perić Danilo Petrović           | 5–7, 2–6              |
| Finalista | 3–2 | Ago 2015 | Finlandia F2, Hyvinkää    | Futures    | Arcilla    | Romain Arneodo       | Lloyd Glasspool Mikael Torpegaard       | 6–7(3–7), 2–6         |
| Campeón   | 4–2 | Sep 2015 | Iran F7, Tehran           | Futures    | Arcilla    | Gabriel Petit        | Thomas Fancutt Amirvala Madanchi        | 7–6(7–3), 6–1         |
| Campeón   | 5–2 | Mar 2016 | Israel F5, Ramat HaSharon | Futures    | Dura       | Corentin Denolly     | Antoine Bellier Gábor Borsos            | 4–6, 6–4, [12–10]     |
| Finalista | 5-3 | Ago 2021 | Liberec, Czech Republic   | Challenger | Arcilla    | Geoffrey Blancaneaux | Roman Jebavý Igor Zelenay               | 2-6, 7-6(8-6), [5-10] |